# Trine Hattestad
Pour les articles homonymes, voir Hattestad.
Trine Hattestad, née Elsa Katrine Solberg le 18 avril 1966 à Lørenskog, est une athlète norvégienne pratiquant le lancer du javelot. Elle est championne olympique en 2000 à Sydney et double championne du monde en 1993 à Stuttgart et en 1997 à Athènes.

## Biographie

### Palmarès
| Date | Compétition                | Lieu              | Résultat | Performance |
| ---- | -------------------------- | ----------------- | -------- | ----------- |
| 1984 | Jeux olympiques            | Los Angeles       | 5e       | 64,52 m     |
| 1991 | Championnats du monde      | Tokyo             | 5e       | 63,36 m     |
| 1992 | Jeux olympiques            | Barcelone         | 5e       | 63,54 m     |
| 1992 | Finale du Grand Prix       | Turin             | 1re      | 66,58 m     |
| 1993 | Championnats du monde      | Stuttgart         | 1re      | 69,18 m     |
| 1994 | Goodwill Games             | Saint-Pétersbourg | 1re      | 65,74 m     |
| 1994 | Championnats d'Europe      | Helsinki          | 1re      | 68,00 m     |
| 1994 | Finale du Grand Prix       | Paris             | 2e       | 67,04 m     |
| 1994 | Coupe du monde des nations | Londres           | 1re      | 66,48 m     |
| 1996 | Jeux olympiques            | Atlanta           | 3e       | 64,98 m     |
| 1997 | Championnats du monde      | Athènes           | 1re      | 68,78 m     |
| 1998 | Championnats d'Europe      | Budapest          | 4e       | 63,16 m     |
| 1998 | Finale du Grand Prix       | Moscou            | 3e       | 67,26 m     |
| 1999 | Championnats du monde      | Séville           | 3e       | 66,06 m     |
| 2000 | Jeux olympiques            | Sydney            | 1re      | 68,91 m     |
| 2000 | Finale du Grand Prix       | Doha              | 2e       | 65,86 m     |

### Records
| Épreuve           | Performance | Lieu | Date            |
| ----------------- | ----------- | ---- | --------------- |
| Lancer du javelot | 69,48 m     | Oslo | 28 juillet 2000 |